# 6207 Bourvil
6207 Bourvil eller 1988 BV är en asteroid i huvudbältet som upptäcktes den 24 januari 1988 av de båda japanska astronomerna Seiji Ueda och Hiroshi Kaneda i Kushiro. Den är uppkallad efter den franske underhållaren Bourvil.
Asteroiden har en diameter på ungefär 3 kilometer.